# Presser Gábor szerzeményeinek időrendi listája
Ezen a lapon Presser Gábor szerzeményei láthatóak, időrendi sorrendben, automatikus sorszámmal ellátva. A Presser Gábor szerzeményeinek listája oldaltól eltérően itt nincsenek előadók szerint csoportosítva.
Az alábbi listán először az előadó látható, majd zárójelben az album címe és évszáma. Ezután következik a dal címe. Végül zárójelben a zeneszerző(k) és /-jellel elválasztva a szövegíró(k). Ha egy dalt később más előadó is elénekelt, az már nem szerepel a listán, mindig csak az első változat.

## A lista
1. Omega (kislemez, 1967) – Nem új a Nap alatt semmi (Presser/S. Nagy István)
2. Omega (kislemez, 1967) – Megbántottál (Presser/Adamis Anna, S. Nagy István)
3. Omega (kislemez, 1967) – Nem vagy szép (Presser/Verebes István, S. Nagy István)
4. Omega (kislemez, 1967) – Azt mondta az anyukám (Presser/S. Nagy István)
5. Omega (kislemez, 1967) – Rózsafák (Presser/S. Nagy István)
6. Omega (kislemez, 1967) – Ismertem egy lányt (Presser/Adamis Anna)
7. Omega (kislemez, 1967; Trombitás Frédi és a rettenetes emberek, 1968) – Szeretnék visszamenni hozzád (Presser/Adamis Anna)
8. Omega (kislemez, 1967; Trombitás Frédi és a rettenetes emberek, 1968) – Halott virágok (Presser/Adamis Anna)
9. Scampolo (rádiófelvétel, 1968) – Ne írjon fel, rendőr bácsi (Presser/S. Nagy István)
10. Zalatnay Sarolta (rádiófelvétel, 1968) – Túl szép volt (Presser/S. Nagy István)
11. Omega (kislemez, 1968) – Volt egy bohóc (Presser/Adamis Anna)
12. Omega (kislemez, 1968) – Nem tilthatom meg (Presser/S. Nagy István)
13. Omega (kislemez, 1968) – Kiabálj, énekelj (Presser/S. Nagy István)
14. Pálos Zsuzsa és az Omega (1968) - Ballada (Presser/Juhász Sándor)
15. Omega (kislemez, Trombitás Frédi és a rettenetes emberek, 1968) – Trombitás Frédi (Presser/Adamis Anna)
16. Omega (kislemez, Trombitás Frédi és a rettenetes emberek, 1968) – Ha én szél lehetnék (Presser/Adamis Anna)
17. Omega (Trombitás Frédi és a rettenetes emberek, 1968) – A napba néztem (Presser/Adamis Anna)
18. Omega (Trombitás Frédi és a rettenetes emberek, 1968) – Egy lány nem ment haza (Presser/Adamis Anna)
19. Omega (Trombitás Frédi és a rettenetes emberek, 1968) – Kállai kettős (Presser)[1][2]
20. Omega (Trombitás Frédi és a rettenetes emberek, 1968) – Holnap (Presser/Kóbor János)
21. Omega (Trombitás Frédi és a rettenetes emberek, 1968) – Rettenetes emberek (Presser/Adamis Anna)
22. Omega (Trombitás Frédi és a rettenetes emberek, 1968) – Vasárnap (Presser/Adamis Anna)
23. Omega (Trombitás Frédi és a rettenetes emberek, 1968) – Kiskarácsony, nagykarácsony (Presser/Adamis Anna)
24. Omega (kislemez, 1969) – Naplemente (Presser/Adamis Anna)
25. Omega (kislemez, 1969) – Régi csibészek (Presser/Adamis Anna)
26. Krőzus úr óta - a Piszkos Fred c. beat-zenés komédiából (1969)[3](Presser/Vágó Péter)
27. Omega (Kiabálj, énekelj!, 1969) - Várakozni jó (Presser/Juhász Sándor)
28. Omega (10000 lépés, 1969) – Petróleumlámpa (Presser/Adamis Anna)
29. Omega (10000 lépés, 1969) – Gyöngyhajú lány (Presser/Adamis Anna)
30. Omega (10000 lépés, 1969) – Udvari bolond kenyere (Presser/Adamis Anna)
31. Omega (10000 lépés, 1969) – Kérgeskezű favágók (Presser, Laux József)[1]
32. Omega (10000 lépés, 1969) – Tékozló fiúk (Presser/Adamis Anna)
33. Omega (10000 lépés, 1969) – Tízezer lépés (Presser/Adamis Anna)
34. Omega (10000 lépés, 1969) – 1958-as boogie-woogie klubban (Presser/Adamis Anna)
35. Omega (kislemez, 1970) – Ballada a fegyverkovács fiáról (Presser/Adamis Anna)
36. Omega (kislemez, 1970) – Snuki (Presser)
37. Omega (rádiófelvétel, 1970) – Vigyázz, vigyázz rám (Presser/Adamis Anna)
38. Omega (Éjszakai országút, 1970) – Oh, jöjj! (Presser/Adamis Anna)
39. Omega (Éjszakai országút, 1970) – Ahol a boldogságot osztották (Presser/Adamis Anna)
40. Omega (Éjszakai országút, 1970) – Oh, Barbarella (Presser/Adamis Anna)
41. Omega (Éjszakai országút, 1970) – Az éjszakai országúton (Presser/Adamis Anna)
42. Omega (Éjszakai országút, 1970) – Utcán, a téren (Presser/Adamis Anna)
43. Omega (Éjszakai országút, 1970) – Van egy szó (Presser/Adamis Anna)
44. Omega (Éjszakai országút, 1970) – Olyan szépen mosolygott (Presser/Adamis Anna)
45. Omega (Éjszakai országút, 1970) – Vészkijárat (Presser/Adamis Anna)
46. Omega (kislemez, 1970) – Sötét a város (Presser/Adamis Anna)
47. Omega (kislemez, 1970) – Ülök a hóban (Presser/Adamis Anna)
48. Locomotiv GT (1970) - Munkashow[3] (Presser/Juhász Sándor)
49. Komár László (kislemez, 1971) – És (Presser/Adamis Anna)
50. Komár László (kislemez, 1971) – Kocsmadal az Északi hosszúság 100. fokán (Presser/Adamis Anna)
51. Locomotiv GT (kislemez, 1971) – Ha volna szíved (Presser/Adamis Anna)
52. Locomotiv GT (Locomotiv GT, 1971) – Egy dal azokért, akik nincsenek itt (Presser/Adamis Anna)
53. Locomotiv GT (Locomotiv GT, 1971) – A tengelykezű félember (Presser/Adamis Anna)
54. Locomotiv GT (Locomotiv GT, 1971) – Hej, én szólok hozzád (Presser/Adamis Anna)
55. Locomotiv GT (Locomotiv GT, 1971) – Ezüst nyár (Presser/Adamis Anna)
56. Zalatnay Sarolta (kislemez, 1971) – Miért mentél el? (Presser/Adamis Anna)
57. Locomotiv GT (Ringasd el magad, 1972) – A szerelem börtönében (Presser/Adamis Anna)
58. Locomotiv GT (Ringasd el magad, 1972) – Szerenád – szerelmemnek, ha lenne (Presser)
59. Locomotiv GT (Ringasd el magad, 1972) – Kotta nélkül (Presser/Adamis Anna)
60. Locomotiv GT (Ringasd el magad, 1972) – Ringasd el magad (Presser/Adamis Anna)
61. Locomotiv GT (Ringasd el magad, 1972) – Azt hittem[4] (Barta Tamás/Presser)
62. Zalatnay Sarolta (Álmodj velem, 1972) – Könyörgés (Presser/Adamis Anna)
63. Zalatnay Sarolta (Álmodj velem, 1972) – Téli éjszakák (Presser/Adamis Anna)
64. Zalatnay Sarolta (Álmodj velem, 1972) – Ez minden (Presser/Adamis Anna)
65. Zalatnay Sarolta (Álmodj velem, 1972) – Mikor elalszol (Presser/Adamis Anna)
66. Locomotiv GT (kislemez, 1973) – Segíts elaludni (Presser/Adamis Anna)
67. Locomotiv GT (kislemez, 1973) – Mindig csak ott várok rád (Presser)
68. Képzelt riport egy amerikai popfesztiválról (musical, 1973) – Menni kéne (Presser/Adamis Anna)
69. Képzelt riport egy amerikai popfesztiválról (1973) – Valaki mondja meg (Presser/Adamis Anna)
70. Képzelt riport egy amerikai popfesztiválról (1973) – Arra születtem (Presser/Adamis Anna)
71. Képzelt riport egy amerikai popfesztiválról (1973) – Ringasd el magad I. (Presser/Adamis Anna)
72. Képzelt riport egy amerikai popfesztiválról (1973) – Nem akarom látni (Presser/Adamis Anna)
73. Képzelt riport egy amerikai popfesztiválról (1973) – A fák is siratják (Presser/Adamis Anna)
74. Képzelt riport egy amerikai popfesztiválról (1973) – Add, hogy még egyszer (Presser/Adamis Anna)
75. Képzelt riport egy amerikai popfesztiválról (1973) – Ringasd el magad II. (Presser/Adamis Anna)
76. Képzelt riport egy amerikai popfesztiválról (1973) – Vinnélek, vinnélek (Presser/Adamis Anna)
77. Képzelt riport egy amerikai popfesztiválról (1973) – Indulás a koncertre (Presser)[1]
78. Képzelt riport egy amerikai popfesztiválról (1973) – Eszter keresése (Presser/Adamis Anna)
79. Képzelt riport egy amerikai popfesztiválról (1973) – Arra született (Presser/Adamis Anna)
80. Képzelt riport egy amerikai popfesztiválról (1973) – Finálé (Presser/Adamis Anna)
81. Locomotiv GT (Bummm!, 1973) – Kék asszony (Presser/Adamis Anna)
82. Locomotiv GT (Bummm!, 1973) – Gyere, gyere ki a hegyoldalba[4] (Barta Tamás/Presser)
83. Locomotiv GT (Bummm!, 1973) – Visszamegyek a falumba[4] (Barta Tamás/Presser)
84. Locomotiv GT (Bummm!, 1973) – Mondd, mire van? (Presser/Adamis Anna)
85. Locomotiv GT (Bummm!, 1973) – Miénk itt a tér (Presser/Adamis Anna)
86. Locomotiv GT (1973) – Szürke dal[3] (Presser/Adamis Anna)
87. Locomotiv GT (1973) – Gyík dal[3] (Presser/Adamis Anna)
88. Locomotiv GT (1973) – A tücsök és a hangya[3] (Presser/Adamis Anna)
89. Kovács Kati (Kovács Kati és a Locomotiv GT, 1974) – Rock and roller (Presser/Presser)
90. Kovács Kati (Kovács Kati és a Locomotiv GT, 1974) – Szólj rám, ha hangosan énekelek (Presser/Adamis Anna)
91. Kovács Kati (Kovács Kati és a Locomotiv GT, 1974) – Sorsom (Presser/Adamis Anna)
92. Kovács Kati (Kovács Kati és a Locomotiv GT, 1974) – Várlak! (Presser/Presser)
93. Locomotiv GT (1974) - Töredék[1][3] (Presser)
94. Locomotiv GT (1974) - Ha pénz a zsebben[3] (Presser/Illyés Gyula)
95. Delhusa Gjon (1975) - Ha nem érted a verseket[3] (Presser/Adamid Anna)
96. Harmincéves vagyok (musical, 1975) – Születésnapodra (Presser/Adamis Anna)
97. Harmincéves vagyok (1975) – Hány cédula az élet / Hány cédulát írtál (Presser/Adamis Anna)
98. Harmincéves vagyok (1975) – Hazudj valami szépet (Presser/Adamis Anna)
99. Harmincéves vagyok (1975) – Altatódal felnőtteknek (Presser/Adamis Anna)
100. Harmincéves vagyok (1975) – A csend (Presser/Adamis Anna)
101. Harmincéves vagyok (1975) – Hány cédulát írtál (Presser/Adamis Anna)
102. Harmincéves vagyok (1975) – Mi is leszünk szenilisek (Presser/Adamis Anna)
103. Harmincéves vagyok (1975) – Kicsi ember (Presser/Adamis Anna)
104. Harmincéves vagyok (1975) – Kenyérdal (Presser/Adamis Anna)
105. Locomotiv GT (Mindig magasabbra, 1975) – Intuitio molto furtivamente[1] (Presser, Laux József)
106. Locomotiv GT (Mindig magasabbra, 1975) – Arra mennék én (Presser)
107. Locomotiv GT (Mindig magasabbra, 1975) – Mindig magasabbra (Presser/Laux József)
108. Locomotiv GT (Mindig magasabbra, 1975) – És jött a doktor (Presser)
109. Locomotiv GT (Mindig magasabbra, 1975) – Neked írom a dalt (Presser)
110. Locomotiv GT (Mindig magasabbra, 1975) – Egy elfelejtett szó (Presser/Adamis Anna)
111. Locomotiv GT (kislemez, 1975) – Blues[1](Presser/élő felvétel)
112. Az ifjú W. újabb szenvedései (színdarab, 1975) – Az legyél, akinek látszol (Presser/Adamis Anna)
113. Kovács Kati (Közel a Naphoz, 1976) – Tíz év az úton (Presser/Presser)
114. Kovács Kati (Közel a Naphoz, 1976) – Nekem biztos lesz egy fiam (Presser/Adamis Anna)
115. Kovács Kati (Közel a Naphoz, 1976) – Közel a Naphoz (Presser/Adamis Anna)
116. Kovács Kati (Közel a Naphoz, 1976) – Apák és anyák (Presser/Adamis Anna)
117. Kovács Kati (Közel a Naphoz, 1976) – Ismersz jól (Presser/Adamis Anna)
118. Kovács Kati (Közel a Naphoz, 1976) – Ha a dobos megengedné (Presser/Presser)
119. Locomotiv GT (Locomotiv GT V., 1976) – Csak az jöjjön (Presser/Laux József)
120. Locomotiv GT (Locomotiv GT V., 1976) – A Kicsi, a Nagy, az Arthur és az Indián (Presser/Adamis Anna)
121. Locomotiv GT (Locomotiv GT V., 1976) – Mindenki (Presser)
122. Locomotiv GT (Locomotiv GT V., 1976) – Ahogy mindenki (Presser)
123. Locomotiv GT (Locomotiv GT V., 1976) – Fiú (Presser)
124. Locomotiv GT (Locomotiv GT V., 1976) – Senki gyermekei (Presser/Adamis Anna)
125. Zorán és Bódy Magdi (1976) - Én már próbáltam[3] (Presser/Sztevanovity Dusán)
126. Locomotiv GT (Zene – Mindenki másképp csinálja, 1977) – A rádió (Presser/Sztevanovity Dusán)
127. Locomotiv GT (Zene – Mindenki másképp csinálja, 1977) – Egy elkésett dal (S. R. emlékére) (Presser/Sztevanovity Dusán)
128. Locomotiv GT (Zene – Mindenki másképp csinálja, 1977) – Jóbarátok vagyunk (Presser)
129. Locomotiv GT (Zene – Mindenki másképp csinálja, 1977) – Mindenki másképp csinálja (Presser/Sztevanovity Dusán)
130. Locomotiv GT (Zene – Mindenki másképp csinálja, 1977) – A búcsú (Presser/Sztevanovity Dusán)
131. Demjén Ferenc (Fújom a dalt, 1977) – Mikor elindul a vonat (Presser/Demjén Ferenc)
132. Jó estét nyár, jó estét szerelem (1977) – Jó estét nyár (Presser/Fejes Endre)
133. Jó estét nyár, jó estét szerelem (1977) – Kicsi görög (Presser/Fejes Endre)
134. Jó estét nyár, jó estét szerelem (1977) – Ugye kellemetlen (Presser/Fejes Endre)
135. Jó estét nyár, jó estét szerelem (1977) – Dal az álruhás hercegről (Presser/Fejes Endre)
136. Jó estét nyár, jó estét szerelem (1977) – És majd Viktor jön (Presser/Fejes Endre)
137. Jó estét nyár, jó estét szerelem (1977) – Átkozott élet (Presser/Fejes Endre)
138. Jó estét nyár, jó estét szerelem (1977) – Mikor hiába… (Presser/Fejes Endre)
139. Jó estét nyár, jó estét szerelem (1977) – I am Viktor (Presser/Fejes Endre)
140. Jó estét nyár, jó estét szerelem (1977) – Egy hófehér lakosztály (Presser/Fejes Endre)
141. Jó estét nyár, jó estét szerelem (1977) – Kezedben az élet (Presser/Fejes Endre)
142. Zorán (Zorán, 1977) – Egészen egyszerű dal (Presser/Sztevanovity Dusán)
143. Zorán (Zorán, 1977) – Addig jó nekem (Presser/Sztevanovity Dusán)
144. Zorán (Zorán, 1977) – Amikor elmentél tőlem (Presser/Sztevanovity Dusán)
145. Zorán (Zorán, 1977) – Kiáltás (Presser/Sztevanovity Dusán)
146. Zorán (Zorán, 1977) – Nekem nem elég (Presser/Sztevanovity Dusán)
147. Zorán (Zorán, 1977) – Menj el (Presser/Sztevanovity Dusán)
148. Zorán (Zorán, 1977) – Apám hitte (Presser, Sztevanovity Zorán/Sztevanovity Dusán)
149. Zorán (Zorán, 1977) – Egészen egyszerű emberek (Presser/Sztevanovity Dusán)
150. Zorán (Zorán, 1977) – Szépek és bolondok[1] (Presser)
151. Locomotiv GT (Mindenki, 1978) – Mindenféle emberek (Presser/Sztevanovity Dusán)
152. Locomotiv GT (Mindenki, 1978) – Nézd, az őrült (Presser/Sztevanovity Dusán)
153. Locomotiv GT (Mindenki, 1978) – Mi lesz velem? (Presser)
154. Locomotiv GT (Mindenki, 1978) – Hirdetés (Presser/Sztevanovity Dusán)
155. Locomotiv GT (1978) - Amerika[3] (Presser/Sztevanovity Dusán)
156. Locomotiv GT (Mindenki, 1978) – Nem adom fel (Presser/Sztevanovity Dusán)
157. Zorán (Zorán II, 1978) – Üzenet (Presser/Sztevanovity Dusán)
158. Zorán (Zorán II, 1978) – Mi kéne még? (Presser/Sztevanovity Dusán)
159. Zorán (Zorán II, 1978) – Valahol mélyen a szívemben (Presser/Sztevanovity Dusán)
160. Zorán (Zorán II, 1978) – Én vagyok az (Presser/Sztevanovity Dusán)
161. Zorán (Zorán II, 1978) – Romantika (Presser/Sztevanovity Dusán)
162. Zorán (Zorán II, 1978) – Adj valamit (Presser/Sztevanovity Dusán)
163. Zorán (Zorán II, 1978) – Coda (Presser/Sztevanovity Dusán)
164. Locomotiv GT (kislemez, 1979) – Miénk ez a cirkusz (Presser/Sztevanovity Dusán)
165. Locomotiv GT (kislemez, 1979) – Pokolba már a szép szavakkal (Presser/Sztevanovity Dusán)
166. Zorán (Zorán III, 1979) – Az én városom (Presser/Sztevanovity Dusán)
167. Zorán (Zorán III, 1979) – Mit nekem (Presser/Sztevanovity Dusán)
168. Zorán (Zorán III, 1979) – Vasárnap délután (Presser/Sztevanovity Dusán)
169. Zorán (Zorán III, 1979) – Így is jó (Presser/Sztevanovity Dusán)
170. Zorán (Zorán III, 1979) – Nekem még nem volt gyerekévem (Presser/Sztevanovity Dusán)
171. Zorán (Zorán III, 1979) – Egy vallomás a sok közül (Presser/Sztevanovity Dusán)
172. Locomotiv GT (Loksi, 1980) – Prológ és trialóg (Presser/Sztevanovity Dusán)
173. Locomotiv GT (Loksi, 1980) – Gondolj rám (Presser/Sztevanovity Dusán)
174. Locomotiv GT (Loksi, 1980) – Ha eljönnek az angyalok (Presser/Sztevanovity Dusán)
175. Locomotiv GT (Loksi, 1980) – Boksz (Presser/Sztevanovity Dusán)
176. Locomotiv GT (Loksi, 1980) – Erőgép (Presser, Somló Tamás/Sztevanovity Dusán)
177. Locomotiv GT (Loksi, 1980) – Sziszifuszi blues (Presser/Sztevanovity Dusán)
178. Locomotiv GT (Loksi, 1980) – Embertelen dal (Presser, Somló Tamás/Sztevanovity Dusán)
179. Locomotiv GT (Loksi, 1980) – Szentimentális „rakenroll” (Presser/Sztevanovity Dusán)
180. Locomotiv GT (Loksi, 1980) – Ha eljönnek az ördögök (Presser/Presser)
181. Locomotiv GT (Loksi, 1980) – Mozi (Presser/Sztevanovity Dusán)
182. Neoton Família + LGT („alkalmi” Asztronauta együttes Farkas Bertalan űrutazásának alkalmából) (1980) – Magyar a Világűrben (Presser/Sztevanovity Dusán)
183. Locomotiv GT (LGT Show, 1980) - Úgy látlak még (Presser/Sztevanovity Dusán)
184. Locomotiv GT (Az albummm, 1980) - Mindenki blues (Presser)
185. Komár László (Pepita, 1981) – Egy éjszaka nélküled (Presser/Komár László)
186. Komár László (Pepita, 1981) – Mondd, kis kócos (Presser/Juhász Sándor, Komár László)
187. Komár László (Pepita, 1981) – Oh, csak a hajnal jönne már (Presser/Juhász Sándor)
188. Garas Dezső, Kern András (Ripacsok (filmzene), 1981) – Egyedül nem megy (Presser/Sztevanovity Dusán)
189. Mozi együttes (Egyedül nem megy/Tangó, 1981) - Tangó[1]  (Presser Gábor)
190. Katona Klári (Titkaim, 1981) – Miért nem próbálod meg velem? (Presser/Sztevanovity Dusán)
191. Katona Klári (Titkaim, 1981) – Hello… (Presser/Sztevanovity Dusán)
192. Katona Klári (Titkaim, 1981) – Miért fáj a szív? (Presser/Sztevanovity Dusán)
193. Katona Klári (Titkaim, 1981) – Miért ne? (Presser/Sztevanovity Dusán)
194. Katona Klári (Titkaim, 1981) – Titkos szobák szerelme (Presser/Sztevanovity Dusán)
195. Katona Klári (Titkaim, 1981) – Szeretni úgy kell (Presser/Sztevanovity Dusán)
196. Katona Klári (Titkaim, 1981) – Egyszer volt (Presser/Sztevanovity Dusán)
197. Katona Klári (Titkaim, 1981) – Vigyél el (Presser/Sztevanovity Dusán)
198. A sanda bohóc (színdarab, 1981) – Szerelem (Presser/Füst Milán)
199. A sanda bohóc (színdarab, 1981) – Alázat (Presser/Füst Milán)
200. Locomotiv GT (Locomotiv GT X., 1982) – Zenevonat (Presser/Sztevanovity Dusán)
201. Locomotiv GT (Locomotiv GT X., 1982) – A siker (Presser/Sztevanovity Dusán)
202. Locomotiv GT (Locomotiv GT X., 1982) – Lesz-e még? (Presser, Pete Wingfield/Sztevanovity Dusán)
203. Locomotiv GT (Locomotiv GT X., 1982) – Rágógumi megszokás (Presser/Sztevanovity Dusán)
204. Locomotiv GT (Locomotiv GT X., 1982) – A szél lassan elfújja utolsó dalom (Presser/Presser)
205. Komár László (A játékos, 1982) - A játékos[1] (Presser)
206. Zorán (Tizenegy dal, 1982) – 34. dal (Presser/Sztevanovity Dusán)
207. Zorán (Tizenegy dal, 1982) – Az ünnep (Presser/Sztevanovity Dusán)
208. Zorán (Tizenegy dal, 1982) – Hadd legyen (Presser/Sztevanovity Dusán)
209. Zorán (Tizenegy dal, 1982) – De nincs béke… (Sed non est pax) (Presser/Sztevanovity Dusán)
210. Zorán (Tizenegy dal, 1982) – Coda II. (Presser/Sztevanovity Dusán)
211. Zorán (Tizenegy dal, 1982) – Hozzám tartozol (Presser/Sztevanovity Dusán)
212. Presser Gábor (Electromantic, 1982) – 2000 dioptria[1] (Presser)
213. Presser Gábor (Electromantic, 1982) – Z. Op. 1.[1] (Presser)
214. Presser Gábor (Electromantic, 1982) – Electromance[1] (Presser)
215. Presser Gábor (Electromantic, 1982) – Valvola[1] (Presser)
216. Presser Gábor (Electromantic, 1982) – Electromantic[1] (Presser)
217. Presser Gábor (Electromantic, 1982) – La Baletta No. 1[1] (Presser)
218. Presser Gábor (Electromantic, 1982) – La Baletta No. 2[1] (Presser)
219. Presser Gábor (Electromantic, 1982) – Adagio electrico[1] (Presser)
220. Presser Gábor (Electromantic, 1982) – Rondo a la terror[1] (Presser)
221. Presser Gábor (Electromantic, 1982) – D. D.[1] (Presser)
222. Kovács Kati, Zorán (Tessék választani!, 1982)] – Játssz még! (Presser/Presser, Sztevanovity Dusán)
223. Katona Klári (rádiófelvétel, Tessék választani!, 1983) – Elvarázsolt éj (Presser/Sztevanovity Dusán)[1][3]
224. Hacki Tamás (Különkiadás, 1983) – Trinidad[1]
225. Komár László (Halványkék szemek, 1983) - Mint Hawaii (Presser/Sztevanovity Dusán)
226. Komár László (Halványkék szemek, 1983) - Amerika legszebb asszonya (Presser/Sztevanovity Dusán)
227. Locomotiv GT (1984) - Dalaktika[3] (Presser/Sztevanovity Dusán)
228. Locomotiv GT (Ellenfél nélkül, 1984) – Banális blues[1] (Presser/Presser)
229. Locomotiv GT (Ellenfél nélkül, 1984) – Az üvegember (Presser/Sztevanovity Dusán)
230. Locomotiv GT (Ellenfél nélkül, 1984) – A szívbajt hozod rám (Presser/Presser)
231. Locomotiv GT (Ellenfél nélkül, 1984) – Harmadik világ (Presser/Presser)
232. Locomotiv GT (Ellenfél nélkül, 1984) – Éjszakai vonatozás (Presser/Sztevanovity Dusán)
233. Locomotiv GT (kislemez, 1984) – Kinn is vagyok, benn is vagyok (Presser/Sztevanovity Dusán)
234. Deák Bill Gyula (Rossz vér, 1984) – Ne szeress engem (Presser/Sztevanovity Dusán)
235. Katona Klári (Katona Klári IV, 1984) – Fiúk a térről (Presser/Sztevanovity Dusán)
236. Katona Klári (Katona Klári IV, 1984) – Amíg várok rád (Presser/Sztevanovity Dusán)
237. Katona Klári (Katona Klári IV, 1984) – I.M.V. Viszockij (Presser/Sztevanovity Dusán)
238. Katona Klári (Katona Klári IV, 1984) – Képzeld el (Presser/Sztevanovity Dusán)
239. Katona Klári (Katona Klári IV, 1984) – Ólomkatona (Presser/Sztevanovity Dusán)
240. Katona Klári (Katona Klári IV, 1984) – Miért nem elég (Presser/Sztevanovity Dusán)
241. Katona Klári (Katona Klári IV, 1984) – Kínai baba (Presser/Sztevanovity Dusán)
242. Vikidál Gyula (Vikidál Gyula, 1985) – Csak a szívemet teszem eléd (Presser/Sztevanovity Dusán)
243. Hobo, Presser Gábor, Révész Sándor, Somló Tamás (Mondd, mit ér egy falat kenyér? (Rockzenészek az éhező Afrikáért), 1985) – Egy falat kenyér (Presser/Földes László)
244. Komár László és Alfonso (Budapesti rakendroll, 1985) - Hé, papa (Presser/Sztevanovity Dusán)
245. Komár László (Budapesti rakendroll, 1985) - Hosszú hajnal (Presser/Sztevanovity Dusán)
246. Komár László (Budapesti rakendroll, 1985) - Itt az este (Finálé) (Presser/Presser)
247. Nagy Feró (Budapesti rakendroll, 1985) – A szomorú bárzongorista dala[4] (Karácsony János/ Presser, Nagy Feró)
248. Disturbo Elettrico (1985) - 104 gabbiani e l'elicottero (104 sirály és a helikopter[1] (Presser)
249. Disturbo Elettrico (1985) - Panico nella cittá (Pánik a városban)[1]  (Presser)
250. Révész Sándor (Révész Sándor, 1985) – Nem tudtam, hogy így fáj (Presser/Sztevanovity Dusán)
251. Révész Sándor (Révész Sándor, 1985) – Menekülés (Presser/Sztevanovity Dusán)
252. Révész Sándor (Révész Sándor, 1985) – Én szeretlek (Presser/Demjén Ferenc)
253. Révész Sándor (Révész Sándor, 1985) – Itt a válasz (Presser/Demjén Ferenc)
254. Révész Sándor (Révész Sándor, 1985) – Sose repülj az angyalokkal (Presser/Sztevanovity Dusán)
255. Komár László (Te vagy a játékom, 1986) - Józsefváros (Presser/Komár László)
256. Komár László (Te vagy a játékom, 1986) - Bimm-Bamm-Bumm (Presser/Sztevanovity Dusán)
257. Komár László (Te vagy a játékom, 1986) - Zöld lagúna (Presser/Sztevanovity Dusán)
258. Komár László (Te vagy a játékom, 1986) - Játszd el (Presser/Komár László)
259. Karácsony János (Az időn túl, 1986) - A semmi vonata[4] (Karácsony János/Presser)
260. Katona Klári (Éjszakai üzenet, 1986) – Nagy találkozás (Presser/Sztevanovity Dusán)
261. Katona Klári (Éjszakai üzenet, 1986) – Mindig, mindig (Presser/Sztevanovity Dusán)
262. Katona Klári (Éjszakai üzenet, 1986) – Mint a filmeken (Presser/Sztevanovity Dusán)
263. Katona Klári (Éjszakai üzenet, 1986) – Mama (Presser/Sztevanovity Dusán)
264. Katona Klári (Éjszakai üzenet, 1986) – Éjszakai üzenet (Presser/Sztevanovity Dusán)
265. Katona Klári (Éjszakai üzenet, 1986) – Nélküled (Presser/Sztevanovity Dusán)
266. Komár László (Komár László, 1987) – Élni tudni kell (Presser/Sztevanovity Dusán)
267. Zorán (Szép holnap, 1987) – Ahogy volt, úgy volt (Presser/Sztevanovity Dusán)
268. Zorán (Szép holnap, 1987) – Hé, ’67 (Presser/Sztevanovity Dusán)
269. Zorán (Szép holnap, 1987) – Gyere velem (Presser/Sztevanovity Dusán)
270. Zorán (Szép holnap, 1987) – Nem kell mindig (Presser, Karácsony János/Sztevanovity Dusán)
271. Zorán (Szép holnap, 1987) – Örökség (Presser/Boris Filan, fordította: Sztevanovity Dusán)
272. Kentaur (1987) ‑ Sirálysziget (Presser/Sztevanovity Dusán)
273. Katona Klári és Somló Tamás (Moziklip, 1987) - Boldog dal (Presser/Sztevanovity Dusán)
274. Révész Sándor (Moziklip, 1987) - Ne várd a hullócsillagot (Presser/Sztevanovity Dusán)
275. A padlás (1988) – Itt vagyunk (nyitány) (Presser/Sztevanovity Dusán)
276. A padlás (1988) – Ég és Föld között (Presser/Sztevanovity Dusán)
277. A padlás (1988) – Mit ér egy nagymama unokák nélkül (Presser/Sztevanovity Dusán)
278. A padlás (1988) – Ez ő, ez ő (Presser/Sztevanovity Dusán)
279. A padlás (1988) – Enyém a pálya (Presser/Sztevanovity Dusán)
280. A padlás (1988) – Valahol (Örökre szépek) (Presser/Sztevanovity Dusán)
281. A padlás (1988) – Rádióüzenetek (Presser/Sztevanovity Dusán)
282. A padlás (1988) – Örökre szépek II. (Presser/Sztevanovity Dusán)
283. A padlás (1988) – Szilvásgombóc (Presser/Sztevanovity Dusán)
284. A padlás (1988) – Varázskönyv (Presser/Sztevanovity Dusán)
285. A padlás (1988) – Nem szólnak a csillagok (Presser/Sztevanovity Dusán)
286. A padlás (1988) – Fényév távolság (Presser/Sztevanovity Dusán)
287. A padlás (1988) – Utána repülünk (Presser/Sztevanovity Dusán)
288. A padlás (1988) – Valaki hamisan énekel (Presser/Sztevanovity Dusán)
289. A padlás (1988) – Örökre szépek III. (Presser/Sztevanovity Dusán)
290. A padlás (1988) – Csupa-csupa padlás (Presser/Sztevanovity Dusán)
291. A padlás (1988) – Varázskönyv II. (Finálé) (Presser/Sztevanovity Dusán)
292. Kentaur (Új világ, 1988) ‑ Új tenger (Presser/Sztevanovity Dusán)
293. Kentaur (Új világ, 1988) ‑ Tűz (Presser/Sztevanovity Dusán)
294. Kentaur (Új világ, 1988) ‑ Papírfiúk és nylonlányok (Presser/Sztevanovity Dusán)
295. Kentaur (Új világ, 1988) ‑ Mérgezett virág (Ámor isten dísztelen sírja) (Presser/Sztevanovity Dusán)
296. Kentaur (Új világ, 1988) ‑ Új világ (Presser/Sztevanovity Dusán)
297. Kentaur (Új világ, 1988) ‑ Ne félj (Presser/Sztevanovity Dusán)
298. Kentaur (Új világ, 1988) ‑ Láthatatlan hatalom (Presser/Sztevanovity Dusán)
299. Kentaur (Új világ, 1988) ‑ Álomgyár (Presser/Sztevanovity Dusán)
300. Kern András (Ez van!, 1989) – Te majd kézenfogsz és hazavezetsz (Presser/Sztevanovity Dusán)
301. Kern András (Ez van!, 1989) – Halálos tangó[1] (Presser/Sztevanovity Dusán)
302. Kern András (Ez van!, 1989) – Pesten születtem (Presser/Sztevanovity Dusán)
303. Kern András (Ez van!, 1989) – Zenés-táncos nőnapi ünnepség a Guvátinál nyereségrészesedéssel (Presser/Sztevanovity Dusán, Kern András)
304. Kern András (Ez van!, 1989) – Én nem megyek moziba többé (Presser/Sztevanovity Dusán)
305. Presser Gábor (Electromantic [CD], 1989) – Orfeo[1] (Presser)
306. Presser Gábor (Electromantic [CD], 1989) – Coda electromantica[1] (Presser)
307. Komár László (Meg van írva a csillagokban, 1989) - Lökd meg a kecskét (Presser/Sztevanovity Dusán)
308. Katona Klári (1989) - Esik a hó[3] (Presser/Ujhelyi Ágnes)
309. Demjén Ferenc és Presser Gábor (1990) - Elveszett gyémántok (Presser/Demjén Ferenc)
310. Presser Gábor (Looking East-Electronic East-Synthesizer Music From Hungary, 1991) - Little Tanzanian Mountain-Tram Clambering Slowly Upward[1] (Presser Gábor)
311. Zorán (Az élet dolgai, 1991) – A szerelemnek múlnia kell (Presser/Sztevanovity Dusán)
312. Zorán (Az élet dolgai, 1991) – Boldog idő (Presser/Sztevanovity Dusán)
313. Zorán (Az élet dolgai, 1991) – Az élet dolgai (Presser/Sztevanovity Dusán)
314. Amadinda, Locomotiv GT, Trio Stendhal (Zörr, 1992) – Drum Street Blues[1] (Presser)
315. Locomotiv GT (Búcsúkoncert, 1992) – Volt egyszer egy zenekar (Presser/Sztevanovity Dusán)
316. Somló Tamás (Somló, 1992) - Kicsi angyal (Presser/Sztevanovity Dusán)
317. Kulka János (Kulka János, 1994) – A jegyszedő (Presser/Sztevanovity Dusán)
318. Presser Gábor (Csak dalok, 1994) – A szerelem jó, a szerelem fáj (Presser/Sztevanovity Dusán)
319. Presser Gábor (Csak dalok, 1994) – A legvégén lesz még egy dal (Presser/Sztevanovity Dusán)
320. Presser Gábor (Csak dalok, 1994) – Rozsdás szög (Presser/Presser)
321. Presser Gábor (Csak dalok, 1994) – Ringass még (Presser/Sztevanovity Dusán, Presser Gábor)
322. Presser Gábor (Csak dalok, 1994) – Meddig jössz velem (Presser/Sztevanovity Dusán)
323. Presser Gábor (Csak dalok, 1994) – Dr. Bánat (Presser/Presser)
324. Presser Gábor (Csak dalok, 1994) – A csúnya fiúknak is van szíve (Presser/Sztevanovity Dusán)
325. Presser Gábor (Csak dalok, 1994) – Gazdag fiú szerelme (Presser/Presser)
326. Presser Gábor (Csak dalok, 1994) – Elfáradt dal (Presser/Sztevanovity Dusán)
327. Presser Gábor (Csak dalok, 1994) – Volt egy szép napunk (Presser/Sztevanovity Dusán)
328. Hevesi Tamás (Ezt egy életen át kell játszani, 1994) – Ezt egy életen át kell játszani (Presser/Sztevanovity Dusán)
329. Zorán (Majd egyszer, 1995) – Már a galambok se repülnek (Presser/Sztevanovity Dusán)
330. Zorán (Majd egyszer, 1995) – Hajózni kell (Presser/Sztevanovity Dusán)
331. Zorán (Majd egyszer, 1995) – Vadkelet (Presser/Sztevanovity Dusán)
332. Zorán (Majd egyszer, 1995) – Nem haragszom rád (Presser/Sztevanovity Dusán)
333. Zorán (Majd egyszer, 1995) – Majd egyszer… (Presser/Sztevanovity Dusán)
334. Omega (Trans And Dance, 1995) – Az álmodozó (Presser/Sztevanovity Dusán)
335. Omega (Trans And Dance, 1995) – Minden könnycseppért kár (Presser/Sztevanovity Dusán)
336. Képzelt riport egy amerikai popfesztiválról (1995) - A tábor berendezése[1] (Presser)
337. Kern András (1995) - Színházdal[3] (Presser-?)
338. Hobo Blues Band (Vadaskert I, 1996) - Der Medve (Presser/Földes László)
339. Karácsony János (James, 1996) - Ringass, ringass még (Presser/Sztevanovity Dusán)
340. Karácsony János (James, 1996) - Újra és újra (Presser/Sztevanovity Dusán)
341. Karácsony János (James, 1996) - Valami történt (Presser/Sztevanovity Dusán)
342. Presser Gábor (Kis történetek, 1996) – Új élet vár (Presser/Sztevanovity Dusán)
343. Presser Gábor (Kis történetek, 1996) – Majd Leonard (Presser/Presser)
344. Presser Gábor (Kis történetek, 1996) – Kék hó (Presser/Sztevanovity Dusán)
345. Presser Gábor (Kis történetek, 1996) – A kicsi vonat (Presser/Presser)
346. Presser Gábor (Kis történetek, 1996) – Bolond világ (Presser/Sztevanovity Dusán)
347. Presser Gábor (Kis történetek, 1996) – Nem szerethet mindenki (Presser/Presser)
348. Presser Gábor (Kis történetek, 1996) – Adj egy pohár vizet (Presser/Presser)
349. Presser Gábor (Kis történetek, 1996) – Olyan édes vagy nekem (Presser/Sztevanovity Dusán)
350. Presser Gábor (Kis történetek, 1996) – Dúdolj néha egy dalt (Presser/Sztevanovity Dusán)
351. Presser Gábor (Kis történetek, 1996) – Züllött zenész bluúz (Presser/Presser)
352. Malek Andrea (Ébredés, 1996) – A nagy szerep (Presser/Sztevanovity Dusán)
353. Malek Andrea (Ébredés, 1996) – A villamos kettőt csöngetett (Presser/Sztevanovity Dusán)
354. Kentaur (Valaki az eltűnt városból, (1992)‑1996) ‑ Tovább (Presser/Sztevanovity Dusán)
355. Kentaur (Valaki az eltűnt városból, 1996) ‑ Fényes eső (Presser/Sztevanovity Dusán)
356. Kentaur (Valaki az eltűnt városból, 1996) ‑ Angyal (Presser/Sztevanovity Dusán)
357. Kentaur (Valaki az eltűnt városból, 1996) ‑ Az éjszaka hangjai (Presser/Sztevanovity Dusán)
358. Kentaur (Valaki az eltűnt városból, 1996) ‑ Légy jó (Presser/Sztevanovity Dusán)
359. Kentaur (Valaki az eltűnt városból, 1996) ‑ Valaki más (Presser/Sztevanovity Dusán)
360. Kentaur (Valaki az eltűnt városból, 1996) ‑ Meddig vársz még rám? (Presser/Sztevanovity Dusán)
361. Kentaur (Valaki az eltűnt városból, 1996) ‑ Labirintus (Presser/Sztevanovity Dusán)
362. Kentaur (Valaki az eltűnt városból, 1996) ‑ Valaki az eltűnt városból (Presser/Sztevanovity Dusán)
363. Locomotiv GT (424 – Mozdonyopera, 1997) – Mozdonyrádió (Presser/Sztevanovity Dusán)
364. Locomotiv GT (424 – Mozdonyopera, 1997) – Az ígéret földje (Presser/Sztevanovity Dusán)
365. Locomotiv GT (424 – Mozdonyopera, 1997) – Hagyd a könnyeket (Presser/Sztevanovity Dusán)
366. Locomotiv GT (424 – Mozdonyopera, 1997) – A füst meg a szél (Presser/Sztevanovity Dusán)
367. Locomotiv GT (424 – Mozdonyopera, 1997) – 424-es csatahajó (Presser/Sztevanovity Dusán)
368. Locomotiv GT (424 – Mozdonyopera, 1997) – Amerika (Presser/Sztevanovity Dusán)
369. Locomotiv GT (424 – Mozdonyopera, 1997) – Bízd ránk! (Presser/Sztevanovity Dusán)
370. Locomotiv GT (424 – Mozdonyopera, 1997) – Mért ne játszhatnánk el jól? (Presser/Sztevanovity Dusán)
371. Somló Tamás (Semmi cirqsz, 1997) – Zenebeszéd (Presser/Sztevanovity Dusán)
372. Zorán (1997, 1997) – Jó így (Presser/Sztevanovity Dusán)
373. Zorán (1997, 1997) – Több mint félszáz év (Presser/Sztevanovity Dusán)
374. Zorán (1997, 1997) – Csak játék (Presser/Sztevanovity Dusán)
375. Zorán (1997, 1997) – Itt a vásár (Presser/Sztevanovity Dusán)
376. Zorán (1997, 1997) – Lusta dal (Presser/Sztevanovity Dusán)
377. Zorán (1997, 1997) – Szappanopera (Presser/Sztevanovity Dusán)
378. Zorán (1997, 1997) – Hová megyünk? (Presser/Sztevanovity Dusán)
379. Zorán (1997, 1997) – Ahol jó volt (Presser/Presser)
380. Zorán (1997, 1997) – Ő az (Gerendás Péter, Presser/Sztevanovity Dusán)
381. Zorán (1997, 1997) – Táncolj, csak táncolj (Presser/Sztevanovity Dusán)
382. Zorán (1997, 1997) – Szállj fel újra (Presser/Sztevanovity Dusán)
383. Zorán (1997, 1997) – Miért ne játszhatnánk el jól? (Presser/Sztevanovity Dusán)
384. Koncz Zsuzsa, Zorán (Csodálatos világ, 1998) – Osztálykirándulás (Presser/Sztevanovity Dusán)
385. Kaszás Attila (Tomboló Hold, 1998) – Még egy (Presser Gábor/Sztevanovity Dusán)
386. Szent István körút 14. (1998) – Szabadság-dal (Presser/Sztevanovity Dusán)
387. Szent István körút 14. (1998) – Szent István körúti álom (Presser/Sztevanovity Dusán)
388. Szent István körút 14. (színdarab, 1998) – Jó éjszakát (Presser) (Dalok a színházból, 2004)
389. Szent István körút 14. (1998) – Színészdal (Presser/Sztevanovity Dusán)
390. Szent István körút 14. (1998) – Finálé (Presser/Presser)
391. Kaszás Attila (Tomboló hold, 1998) - Szavak nélkül (Presser/SZtevanovity Dusán)
392. Kern András (Mi van velem?, 1999) – A füredi mólónál (Presser/Kern András)
393. Kern András (Mi van velem?, 1999) – Már nem vagyok olyan (Presser/Sztevanovity Dusán)
394. Sok hűhó semmiért (színdarab, 1999) – Éjfél, te bús (Presser/Kornis Mihály) (Dalok a színházból, 2004)
395. Zorán (Az ablak mellett, 1999) – A színfalak mögött (Presser/Sztevanovity Dusán)
396. Zorán (Az ablak mellett, 1999) – Ha hinnél valamiben (Presser/Sztevanovity Dusán)
397. Zorán (Az ablak mellett, 1999) – Világország (Presser/Sztevanovity Dusán)
398. Zorán (Az ablak mellett, 1999) – Úgy volt (Presser/Sztevanovity Dusán)
399. Zorán (Az ablak mellett, 1999) – Az ablak mellett (Presser/Sztevanovity Dusán)
400. Zorán (Az ablak mellett, 1999) – Az első dal (Presser/Sztevanovity Dusán)
401. Zorán (Az ablak mellett, 1999) – Valami más (Presser/Sztevanovity Dusán)
402. Zorán (Az ablak mellett, 1999) – Mikor valóra vált az álmunk (Presser/Sztevanovity Dusán)
403. Zorán (Az ablak mellett, 1999) – Szerenád (Presser/Sztevanovity Dusán)
404. Zorán (Az ablak mellett, 1999) – Virtuális Föld (Presser/Sztevanovity Dusán)
405. Zorán (Az ablak mellett, 1999) – A hídon (Presser/Sztevanovity Dusán)
406. Presser Gábor (Angyalok és emberek, 2000) – A celofán-nap és a papír-hold (Presser/Sztevanovity Dusán)
407. Presser Gábor (Angyalok és emberek, 2000) – Majd elfújja a szél (Presser/Presser)
408. Presser Gábor (Angyalok és emberek, 2000) – Megemeltek az angyalok (Presser/Presser)
409. Presser Gábor (Angyalok és emberek, 2000) – Én szeretem a túlerőt (Presser/Sztevanovity Dusán)
410. Presser Gábor (Angyalok és emberek, 2000) – Engem is vigyél el! (Presser/Presser)
411. Presser Gábor (Angyalok és emberek, 2000) – Milyen jó lenne (Presser/Sztevanovity Dusán)
412. Presser Gábor (Angyalok és emberek, 2000) – Don Quijote Budapesten (Presser/Presser)
413. Presser Gábor (Angyalok és emberek, 2000) – Jó veled (Presser/Presser)
414. Presser Gábor (Angyalok és emberek, 2000) – Kék likőr (Presser/Presser)
415. Presser Gábor (Angyalok és emberek, 2000) – Medvetánc (Presser/Sztevanovity Dusán)
416. Somló Tamás (Zenecsomag, 2000) – Tomi vagyok (Presser/Presser)
417. Somló Tamás (Zenecsomag, 2000) – Bolond szív, bolond fej (Presser/Presser)
418. Murzsi álmodik[1] (2000) (Presser)
419. Minden nap[1] (2000) (Presser)
420. Zorán (Így alakult, 2001) – Így alakult (Presser/Sztevanovity Dusán)
421. Zorán (Így alakult, 2001) – Kabát dal (Presser/Sztevanovity Dusán)
422. Zorán (Így alakult, 2001) – Sohase higgyetek a szemeteknek (Presser/Sztevanovity Dusán)
423. Zorán (Így alakult, 2001) – Nincs más (Presser/Sztevanovity Dusán)
424. Zorán (Így alakult, 2001) – Az én időmben (Presser/Sztevanovity Dusán)
425. Zorán (Így alakult, 2001) – Meddig fáj még? (Presser/Sztevanovity Dusán)
426. Zorán (Így alakult, 2001) – Az a hosszú asztal (Presser/Sztevanovity Dusán)
427. Zorán (Így alakult, 2001) – Utolsó cigaretta (Presser/Sztevanovity Dusán)
428. Zorán (Így alakult, 2001) – Mondd, hogy mindig így lesz majd (Presser/Sztevanovity Dusán)
429. Zorán (Így alakult, 2001) – Ezer alakban (Presser/Sztevanovity Dusán)
430. Presser Gábor (Dalok régről és nemrégről, 2001) - Túlerő-blues[1] (Presser)
431. Locomotiv GT (A fiúk a kocsmába mentek, 2002) – A mi kocsmánk (Presser/Presser)
432. Locomotiv GT (A fiúk a kocsmába mentek, 2002) – De jó lenne észnél lenni (Presser/Sztevanovity Dusán)
433. Locomotiv GT (A fiúk a kocsmába mentek, 2002) – Visszamenni nem tudok (Presser/Sztevanovity Dusán)
434. Locomotiv GT (A fiúk a kocsmába mentek, 2002) – Megjött Moszkvából a csomag (Presser/Presser)
435. Locomotiv GT (A fiúk a kocsmába mentek, 2002) – Nem olyan könnyű (Presser/Presser)
436. Locomotiv GT (A fiúk a kocsmába mentek, 2002) – Nem felejtem el sosem (Presser/Sztevanovity Dusán)
437. Locomotiv GT (A fiúk a kocsmába mentek, 2002) – Mikor leszek a tiéd (Presser/Presser)
438. Locomotiv GT (A fiúk a kocsmába mentek, 2002) – Én úgy emlékszem (Presser/Presser)
439. Locomotiv GT (A fiúk a kocsmába mentek, 2002) – Miért fáj úgy (Presser/Sztevanovity Dusán)
440. Locomotiv GT (A fiúk a kocsmába mentek, 2002) – Mindent megtennék (Presser/Presser)
441. Locomotiv GT (A fiúk a kocsmába mentek, 2002) – Magyarország (Presser/Presser)
442. Szerelem utolsó vérig (filmzene, 2002) – A szívemben nincs senki másnak hely (Presser/Presser)
443. Szerelem utolsó vérig (filmzene, 2002) – Szerelem utolsó vérig (Presser/Presser)
444. Szerelem utolsó vérig (filmzene, 2002) – Kit szeretsz? (Presser)
445. Szerelem utolsó vérig (filmzene, 2002) – Miss McMopy (Presser)
446. Szerelem utolsó vérig (filmzene, 2002) – Két szív (Presser/Sztevanovity Dusán)
447. Szerelem utolsó vérig (filmzene, 2002) – Itt van ámor (Presser)
448. Szerelem utolsó vérig (filmzene, 2002) – 1/2 évszak (Presser)
449. Szerelem utolsó vérig (filmzene, 2002) – Szerelem utolsó percig (Presser/Demjén Ferenc)
450. Szerelem utolsó vérig (filmzene, 2002) – 2 szív és egy zongora[1] (Presser)
451. Szerelem utolsó vérig (filmzene, 2002) – 2 évszak (Presser)
452. A 2003-as Zorán koncert szimfonikus nyitánya[1] (2003) (Presser-Holló Aurél)
453. Király Linda (#1, 2003) - Szabadon élni (Presser/Sztevanovity Dusán)
454. Király Linda (#1, 2003) - Másik igazság (Presser/Sztevanovity Dusán)
455. Oláh Ibolya (Egy sima, egy fordított, 2004) – Találjmárrám (Presser/Presser)
456. Presser Gábor (Dalok a színházból, 2004) - Halott (Presser/Karinthy Frigyes)
457. Kozma Kata Sára (A zeneszerző 4., 2004) - Mert kell egy hely (Presser/Sztevanovity Dusán)
458. A sanda bohóc (színdarab, 1981; felvételen 2004-ben jelent meg először) – A sanda bohóc dala (Presser/Füst Milán)
459. Soma Mamagésa (Teljes ebéd, 2005) - Még egy pitét (Presser/Soma)
460. Túl a Maszat-hegyen (zenés kalandlemez, 2005) – Induló az indulásról (Presser/Varró)
461. Túl a Maszat-hegyen (zenés kalandlemez, 2005) – Miénk a mocsár (Presser/Varró)
462. Túl a Maszat-hegyen (zenés kalandlemez, 2005) – Malacfejű balerina dala (Presser/Varró)
463. Túl a Maszat-hegyen (zenés kalandlemez, 2005) – Veréblábú elefánt dala (Presser/Varró)
464. Túl a Maszat-hegyen (zenés kalandlemez, 2005) – Maszat-dal (Presser/Varró)
465. Túl a Maszat-hegyen (zenés kalandlemez, 2005) – Sika-sika (Presser/Varró)
466. Túl a Maszat-hegyen (zenés kalandlemez, 2005) – A Bús, Piros Vödör dala (Presser/Varró)
467. Túl a Maszat-hegyen (zenés kalandlemez, 2005) – Átok ül a kis váramon (Presser/Varró)
468. Túl a Maszat-hegyen (zenés kalandlemez, 2005) – Sika-sika full version (Presser/Varró)
469. Túl a Maszat-hegyen (zenés kalandlemez, 2005) – Vix (Presser/Varró)
470. Túl a Maszat-hegyen (zenés kalandlemez, 2005) – Fogd a pénzt (Presser/Varró)
471. Túl a Maszat-hegyen (zenés kalandlemez, 2005) – Bit tegyen egy angol bárd (Presser/Varró)
472. Túl a Maszat-hegyen (zenés kalandlemez, 2005) – Paca cár áriája (Presser/Varró)
473. Túl a Maszat-hegyen (zenés kalandlemez, 2005) – Finálé (Presser/Varró)
474. Harold és Maude c. darab betétdala (2005) - Törődj velem[3] (Presser/Geszti Péter)
475. Oláh Ibolya (Édes méreg, 2005) - Ibolyavirág (Presser/Presser)
476. Oláh Ibolya (Édes méreg, 2005) - Öröm és könny (Presser/Sztevanovity Dusán)
477. Rúzsa Magdi (Ördögi angyal, 2006) – Nekem nem szabad (Presser/Novák Péter)
478. Rúzsa Magdi (Ördögi angyal, 2006) – Még egy dal (Presser/Novák Péter)
479. Presser Gábor (T12enkettő, 2006) – Ugye ott leszel (Presser/Sztevanovity Dusán)
480. Presser Gábor (T12enkettő, 2006) – A híd (Presser/Sztevanovity Dusán)
481. Presser Gábor (T12enkettő, 2006) – Ismerem őt (Presser/Sztevanovity Dusán)
482. Presser Gábor (T12enkettő, 2006) – Két ördög (Presser/Sztevanovity Dusán)
483. Presser Gábor (T12enkettő, 2006) – Francia dal (Presser/Sztevanovity Dusán)
484. Presser Gábor (T12enkettő, 2006) – A máshol élők városa (Presser/Sztevanovity Dusán)
485. Presser Gábor (T12enkettő, 2006) – Csak a szerelem (Presser/Sztevanovity Dusán)
486. Presser Gábor (T12enkettő, 2006) – Öt (Presser/Sztevanovity Dusán)
487. Presser Gábor (T12enkettő, 2006) – Csak egy másik bolond (Presser/Sztevanovity Dusán)
488. Presser Gábor (T12enkettő, 2006) – Hozzám hajolsz (Presser/Sztevanovity Dusán)
489. Presser Gábor (T12enkettő, 2006) – Cím nélkül (Presser/Sztevanovity Dusán)
490. Presser Gábor (T12enkettő, 2006) – Apró a zsebben (Presser/Sztevanovity Dusán)
491. Zorán (Közös szavakból, 2006) – Penitencia (Presser/Sztevanovity Dusán)
492. Zorán (Közös szavakból, 2006) – Közös szavakból (Presser/Sztevanovity Dusán)
493. Zorán (Közös szavakból, 2006) – Ki figyel rám? (Presser/Sztevanovity Dusán)
494. Zorán (Közös szavakból, 2006) – Alszol a vállamon (Presser/Sztevanovity Dusán)
495. Zorán (Közös szavakból, 2006) – Harminc (Presser/Sztevanovity Dusán)
496. Zorán (Közös szavakból, 2006) – Maradj a hangszernél (Presser/Sztevanovity Dusán)
497. Zorán (Közös szavakból, 2006) – Hiába vársz (Presser/Sztevanovity Dusán)
498. Zorán (Közös szavakból, 2006) – Vihar (Presser/Sztevanovity Dusán)
499. Zorán (Közös szavakból, 2006) – A sziget (Presser/Sztevanovity Dusán)
500. Presser Gábor, az UMZE Kamarazenekar és az Amadinda (2007) - Parabaletta[1] (Presser-Holló)
501. Magyar Carmen (táncdráma, 2008) - Intro-Hajnal[1] (Presser)
502. Magyar Carmen (táncdráma, 2008) - Rejts el engem (Presser/Novák Péter)
503. Magyar Carmen (táncdráma, 2008) - Visz a vonat[1] (Presser)
504. Magyar Carmen (táncdráma, 2008) - Ha úgy akarom (Presser/Novák Péter)
505. Magyar Carmen (táncdráma, 2008) - Szerelmesek[1] (Presser)
506. Magyar Carmen (táncdráma, 2008) - Férfifalka[1] (Presser)
507. Magyar Carmen (táncdráma, 2008) - Elég! (Presser/Novák Péter)
508. Magyar Carmen (táncdráma, 2008) - A mutatványosok bevonulása[1] (Presser)
509. Magyar Carmen (táncdráma, 2008) - Ajjaj, katona[1] (Presser)
510. Magyar Carmen (táncdráma, 2008) - Félig sem éltem (Presser/Novák Péter)
511. Magyar Carmen (táncdráma, 2008) - Álom, esküvő[1] (Presser)
512. Magyar Carmen (táncdráma, 2008) - Nincs idő (Presser/Novák Péter)
513. Magyar Carmen (táncdráma, 2008) - Carmen meghal[1] (Presser)
514. Magyar Carmen (táncdráma, 2008) - Háború[1] (Presser)
515. Joana Amendoeira (2010) - Meu amor, meu diospiro[3] (Presser/Pedro Assis Coimbra)
516. Kern András (Semmi baj..., 2010) - Astoria (Presser/Kern András)
517. Túl a Maszat-hegyen (kőszínházi változat, 2010) - Maszatdalocska (Presser/Varró Dániel)
518. Túl a Maszat-hegyen (kőszínházi változat, 2010) - A szösz dicsérete (Presser/Varró Dániel)
519. Túl a Maszat-hegyen (kőszínházi változat, 2010) - Szegény árva leány (Presser/Varró Dániel)
520. Túl a Maszat-hegyen (kőszínházi változat, 2010) - Büdös úr, hova tart a világ (Presser/Varró Dániel)
521. Túl a Maszat-hegyen (kőszínházi változat, 2010) - Gyomorrontás-ária (Presser/Varró Dániel)
522. Túl a Maszat-hegyen (kőszínházi változat, 2010) - Takarító-kórus (Presser/Varró Dániel)
523. Túl a Maszat-hegyen (kőszínházi változat, 2010) - Lecsöppenő Kecsöp Benő (Presser/Varró Dániel)
524. Túl a Maszat-hegyen (kőszínházi változat, 2010) - A jó Pali kalóz (Presser/Varró Dániel)
525. Túl a Maszat-hegyen (kőszínházi változat, 2010) - Na szóval így (Presser/Varró Dániel)
526. Túl a Maszat-hegyen (kőszínházi változat, 2010) - Fürdés-duett (Presser/Varró Dániel)
527. Túl a Maszat-hegyen (kőszínházi változat, 2010) - Finálé (Presser/Varró Dániel)
528. Zorán (Körtánc-Kóló, 2011) – Ballada a mamákról (Presser/Sztevanovity Dusán)
529. Zorán (Körtánc-Kóló, 2011) – Még mindig (Presser/Sztevanovity Dusán)
530. Zorán (Körtánc-Kóló, 2011) – Mondtam neked (Presser/Sztevanovity Dusán)
531. Zorán (Körtánc-Kóló, 2011) – Ember a vízben (Presser/Sztevanovity Dusán)
532. Zorán (Körtánc-Kóló, 2011) – Törjön a csend (Presser/Sztevanovity Dusán)
533. Zorán (Körtánc-Kóló, 2011) – Kóló (Presser/Sztevanovity Dusán)
534. Zorán (Körtánc-Kóló, 2011) – Távolság (Presser/Sztevanovity Dusán)
535. Presser Gábor-Parti Nagy Lajos: Rutinglitang (2011) – A kagyló (Presser/Parti Nagy)
536. Presser Gábor-Parti Nagy Lajos: Rutinglitang (2011) – Amarcord (Presser/Parti Nagy)
537. Presser Gábor-Parti Nagy Lajos: Rutinglitang (2011) – A tájradír (Presser/Parti Nagy)
538. Presser Gábor-Parti Nagy Lajos: Rutinglitang (2011) – Az arcvíz (Presser/Parti Nagy)
539. Presser Gábor-Parti Nagy Lajos: Rutinglitang (2011) – Bárzongok 1. (Pinkmariska) (Presser/Parti Nagy)
540. Presser Gábor-Parti Nagy Lajos: Rutinglitang (2011) – Bárzongok 2. (A hajnali Blaha) (Presser/Parti Nagy)
541. Presser Gábor-Parti Nagy Lajos: Rutinglitang (2011) – Bárzongok 3. (Egy zenemasiniszta) (Presser/Parti Nagy)
542. Presser Gábor-Parti Nagy Lajos: Rutinglitang (2011) – Berendezik a ringet (Presser/Parti Nagy)
543. Presser Gábor-Parti Nagy Lajos: Rutinglitang (2011) – Csasztus (Presser/Parti Nagy)
544. Presser Gábor-Parti Nagy Lajos: Rutinglitang (2011) – Csigabú (Presser/Parti Nagy)
545. Presser Gábor-Parti Nagy Lajos: Rutinglitang (2011) – Dal (Presser/Parti Nagy)
546. Presser Gábor-Parti Nagy Lajos: Rutinglitang (2011) – Defekt (Presser/Parti Nagy)
547. Presser Gábor-Parti Nagy Lajos: Rutinglitang (2011) – Gesztenyeméz (Presser/Parti Nagy)
548. Presser Gábor-Parti Nagy Lajos: Rutinglitang (2011) – Holdbanán (Presser/Parti Nagy)
549. Presser Gábor-Parti Nagy Lajos: Rutinglitang (2011) – Hozz virágot (ahol én fekszem) (Presser/Parti Nagy)
550. Presser Gábor-Parti Nagy Lajos: Rutinglitang (2011) – Jajkotta (Presser/Parti Nagy)
551. Presser Gábor-Parti Nagy Lajos: Rutinglitang (2011) – Jégbüfé (Presser/Parti Nagy)
552. Presser Gábor-Parti Nagy Lajos: Rutinglitang (2011) – Jövője, mint a porcukor (Presser/Parti Nagy)
553. Presser Gábor-Parti Nagy Lajos: Rutinglitang (2011) – Kitetsző foszfor, dalküszöb (Presser/Parti Nagy)
554. Presser Gábor-Parti Nagy Lajos: Rutinglitang (2011) – Krepdesign (Presser/Parti Nagy)
555. Presser Gábor-Parti Nagy Lajos: Rutinglitang (2011) – Lassacska napfény (Presser/Parti Nagy)
556. Presser Gábor-Parti Nagy Lajos: Rutinglitang (2011) – Löncsölő kislány[2] (Presser/Parti Nagy)
557. Presser Gábor-Parti Nagy Lajos: Rutinglitang (2011) – Még egy dall (Presser/Parti Nagy)
558. Presser Gábor-Parti Nagy Lajos: Rutinglitang (2011) – Mit ér a rímek széptevése? (Presser/Parti Nagy)
559. Presser Gábor-Parti Nagy Lajos: Rutinglitang (2011) – Napszállat (Presser/Parti Nagy)
560. Presser Gábor-Parti Nagy Lajos: Rutinglitang (2011) – Nyárkaucsuk (Presser/Parti Nagy)
561. Presser Gábor-Parti Nagy Lajos: Rutinglitang (2011) – Nyár, némafilm (Presser/Parti Nagy)
562. Presser Gábor-Parti Nagy Lajos: Rutinglitang (2011) – Omázs (P.G. hatvan) (Presser/Parti Nagy)
563. Presser Gábor-Parti Nagy Lajos: Rutinglitang (2011) – Plafon-dal (ad Presser, ad notam)[2] (Presser/Parti Nagy)
564. Presser Gábor-Parti Nagy Lajos: Rutinglitang (2011) – Porló (Presser/Parti Nagy)
565. Presser Gábor-Parti Nagy Lajos: Rutinglitang (2011) – Powder (Presser/Parti Nagy)
566. Presser Gábor-Parti Nagy Lajos: Rutinglitang (2011) – Puderett (Presser/Parti Nagy)
567. Presser Gábor-Parti Nagy Lajos: Rutinglitang (2011) – Rablóulti (Presser/Parti Nagy)
568. Presser Gábor-Parti Nagy Lajos: Rutinglitang (2011) – Strandard (Presser/Parti Nagy)
569. Presser Gábor-Parti Nagy Lajos: Rutinglitang (2011) – Tangólampion (Presser/Parti Nagy)
570. Presser Gábor-Parti Nagy Lajos: Rutinglitang (2011) – Taormina (Presser/Parti Nagy)
571. Presser Gábor-Parti Nagy Lajos: Rutinglitang (2011) – Ujjaim kibogoznád (Presser/Parti Nagy)
572. Presser Gábor-Parti Nagy Lajos: Rutinglitang (2011) – Vagyunk (kicsik, ahogy a pónilóhalál) (Presser/Parti Nagy)
573. Rúzsa Magdolna (Tizenegy, 2012) – Egyszer (Presser/Presser)
574. Presser Gábor és a Magyar Állami Operaház zenekara: Fanfár A padláshoz[1][3] (2012) (Presser-Holló)
575. Presser Gábor (Szerenád helyett, 2015) – Amióta elszakadtál (Presser/Kern András-Presser Gábor)
576. Jó estét nyár, jó estét szerelem (Pesti Színház, 2015) – Fodrászinduló[1][3] (Presser)
577. Jó estét nyár, jó estét szerelem (Pesti Színház, 2015) – Jó estét, Balaton[1][3] (Presser)
578. Jó estét nyár, jó estét szerelem (Pesti Színház, 2015) – Egy rohadt tangó – (Presser/Presser)
579. Majorosi Marianna (Szerelmesnek nehéz lenni, 2015) – Egy elkergetett asszony (Presser/Presser)
580. Rúzsa Magdolna (2015) - Angyal mellettem (Presser/Presser)
581. Docktorock - Meggyógyítalak[1][3] (elhangzik Kern András Gondolj rám című filmjében, 2016) (Presser)
582. Presser Gábor ft. Szabó Tamás - Nyárból őszbe[1][3] (elhangzik Kern András Gondolj rám című filmjében, 2016) (Presser)
583. Zorán - Ez volt a dal (2016) (Presser/Sztevanovity Dusán)
584. Zorán - Nincsen kedvem (2016) (Presser/Sztevanovity Dusán)
585. Rúzsa Magdolna - Dobj egy papírrepülőt (2016) (Presser/Novák Péter)
586. Falusi Mariann (13 dalunk, 2017) – A part (Presser/Sztevanovity Dusán)
587. Falusi Mariann (13 dalunk, 2017) – Csak az idő (Presser/Sztevanovity Dusán)
588. Presser Gábor (13 dalunk, 2017) – Marika néni dala (Presser/Presser)
589. Presser Gábor és a Budapest Bár (Budapest – Volume 7, 2017) – Sláger (Presser/Petri György)
590. Oláh Ibolya (Voltam Ibojka, 2018) – Voltam Ibojka (Presser/Presser)
591. Oláh Ibolya (Voltam Ibojka, 2018) – A szerelmet választom (Presser/Presser)
592. Oláh Ibolya (Voltam Ibojka, 2018) – Rózsacsokor-variációk (Presser/Parti Nagy Lajos)
593. Oláh Ibolya (Voltam Ibojka, 2018) – De szégyen élni (Presser/Szép Ernő)
594. Oláh Ibolya (Voltam Ibojka, 2018) – Hosszú nap el (Presser/Borbély Szilárd)
595. Oláh Ibolya (Voltam Ibojka, 2018) – Annál is könnyedébben (Presser/Parti Nagy Lajos)
596. Oláh Ibolya (Voltam Ibojka, 2018) – A legszebb vers (Presser/Erdős Virág)
597. Oláh Ibolya (Voltam Ibojka, 2018) – Szemebogarán (Presser/Parti Nagy Lajos)
598. Oláh Ibolya (Voltam Ibojka, 2018) – Pengetni fogsz (Presser/Presser)
599. Oláh Ibolya (Voltam Ibojka, 2018) – Iszom, dohányzom (Presser/Parti Nagy Lajos)
600. Oláh Ibolya (Voltam Ibojka, 2018) – Indiánnyár (Presser/Závada Péter)
601. Oláh Ibolya (Voltam Ibojka, 2018) – Félek, elalszom (Presser/Varró Dániel)
602. Oláh Ibolya (Voltam Ibojka, 2018) – Pékszombat (Presser/Parti Nagy Lajos)
603. Oláh Ibolya (Voltam Ibojka, 2018) – Semmi vacak nő (Presser/Presser)
604. Oláh Ibolya (Voltam Ibojka, 2018) – A halál lábon (Presser/Parti Nagy Lajos)
605. Oláh Ibolya (Voltam Ibojka, 2018) – Éjfél utáni dal (Presser/Presser)
606. Oláh Ibolya (Voltam Ibojka, 2018) – Körúti szél (Presser/Kántor Péter)
607. Oláh Ibolya (Voltam Ibojka, 2018) – Este (Presser/Kántor Péter)
608. Oláh Ibolya (Voltam Ibojka, 2018) – Pakol a nyár (Presser/Kántor Péter)
609. Oláh Ibolya (Voltam Ibojka, 2018) – Valaki téged is szeret (Presser/Presser)
610. Oláh Ibolya (Voltam Ibojka, 2018) – Jócukor (Presser/Parti Nagy Lajos)
611. Csík János (Úgy élni mint a fák, 2019) - A rózsa (Presser - Csík János)
612. Rúzsa Magdolna (Lélekcirkusz, 2019) – A bohóc (Presser/Sztevanovity Dusán)
613. Rúzsa Magdolna (Lélekcirkusz, 2019) – Lélekcirkusz (Presser/Sztevanovity Dusán)
614. Rúzsa Magdolna (Lélekcirkusz, 2019) – Széldal (Presser/Presser)
615. Rúzsa Magdolna (Lélekcirkusz, 2019) – Ne eressz el (Presser/Presser)
616. Rúzsa Magdolna (Lélekcirkusz, 2019) – Kívánj nekem boldog hétköznapokat (Presser/Presser)
617. Rúzsa Magdolna (Lélekcirkusz, 2019) – A kabát alatt (Presser/Presser)
618. Rúzsa Magdolna (Lélekcirkusz, 2019) – Boldog, aki melletted ébred (Presser/Presser)

## Külső hivatkozások
- Presser Gábor kantográfiája a zeneszerző hivatalos weblapján